# Tjørnemarke
Tjørnemarke er en bebyggelse i Stege Sogn vest for Stege på Møn. 
Landsbyen nævnes 1506 (Tyrnemarke). En rytterskole blev grundlagt 1727. Landsbyen blev udskiftet i 1796. 
Frede Bojsen grundlagde i 1865 forløberen til Rødkilde Højskole i en lejet gård i Tjørnemarke. Gården bærer i dag navnet Højskolegård.